# John Joseph Kennedy
John Joseph Kennedy (Dublín, 15 de julio de 1968) es un arzobispo católico y teólogo irlandés, secretario para la Sección Disciplinaria del dicasterio  para la doctrina de la fe, arzobispo titular de Absorus.

## Biografía
Tras finalizar sus estudios en el seminario, fue ordenado sacerdote el 13 de julio de 1993 por el arzobispo de Dublín y futuro cardenal Desmond Connell . Posteriormente obtuvo el doctorado en Derecho Canónico en la Pontificia Universidad Gregoriana de Roma .
Desde 2003 forma parte de la Congregación para la Doctrina de la Fe, como funcionario.
El 4 de abril  de 2017, el Papa Francisco lo nombró jefe de la sección disciplinaria de la Congregación para la Doctrina de la Fe, con la función de ocuparse de las denuncias de abusos sexuales por parte del clero; En particular, en 2019 se informó de la llegada al Ministerio de un número récord de 1.000 denuncias procedentes de todo el mundo.
El 23 de abril de 2022  fue ascendido a secretario de la sección disciplinaria del mismo instituto.
El 29 de julio de 2024 el Papa Francisco lo nombró obispo titular de Ossero, otorgándole el título personal de arzobispo.
Recibió la ordenación episcopal el 28 de septiembre siguiente en la Basílica de San Pedro por imposición de manos del cardenal Víctor Manuel Fernández.